# Ceryx brachypecten
Ceryx brachypecten là một loài bướm đêm thuộc phân họ Arctiinae, họ Erebidae.